# Serraulax guineensis
Serraulax guineensis är en stekelart som först beskrevs av Szepligeti 1914.  Serraulax guineensis ingår i släktet Serraulax och familjen bracksteklar. Inga underarter finns listade i Catalogue of Life.